# Koblenz-Horchheim
Koblenz-Horchheim ist ein Stadtteil von Koblenz. Er liegt auf der rechten Rheinseite zwischen Koblenz-Pfaffendorf und der Stadt Lahnstein. Horchheim wurde am 1. Juli 1937 in die Stadt Koblenz eingemeindet. Dazu gehörte auch der später neu geschaffene Stadtteil Horchheimer Höhe, der den gesamten ursprünglichen Horchheimer Wald beinhaltet und bis zur Stadtgrenze von Bad Ems (Denzer Heide) reicht. Von Horchheim aus führen die Horchheimer Eisenbahnbrücke und die Südbrücke über den Rhein zum Stadtteil Koblenz-Oberwerth.

## Geschichte

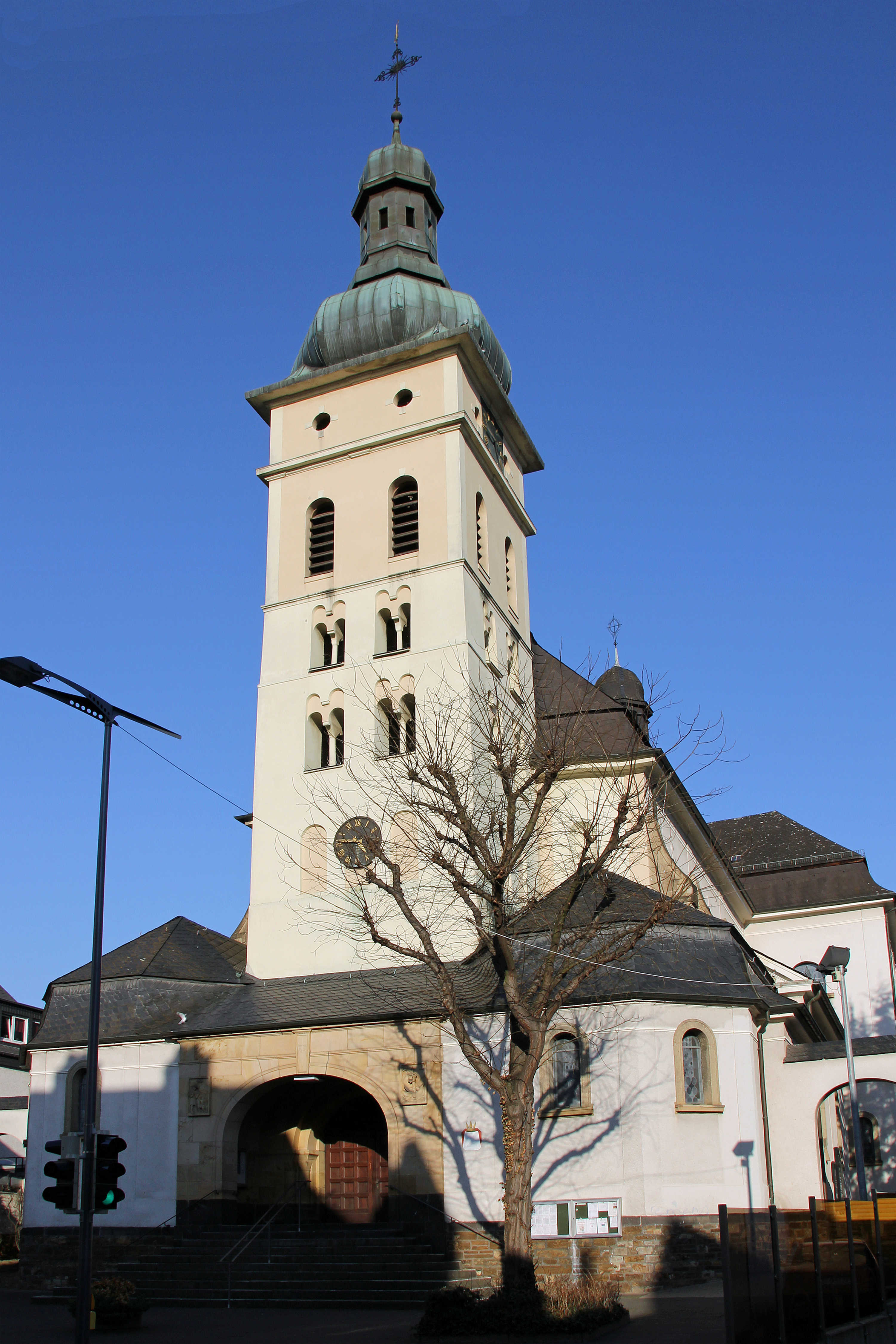
Die katholische Pfarrkirche St. Maximin

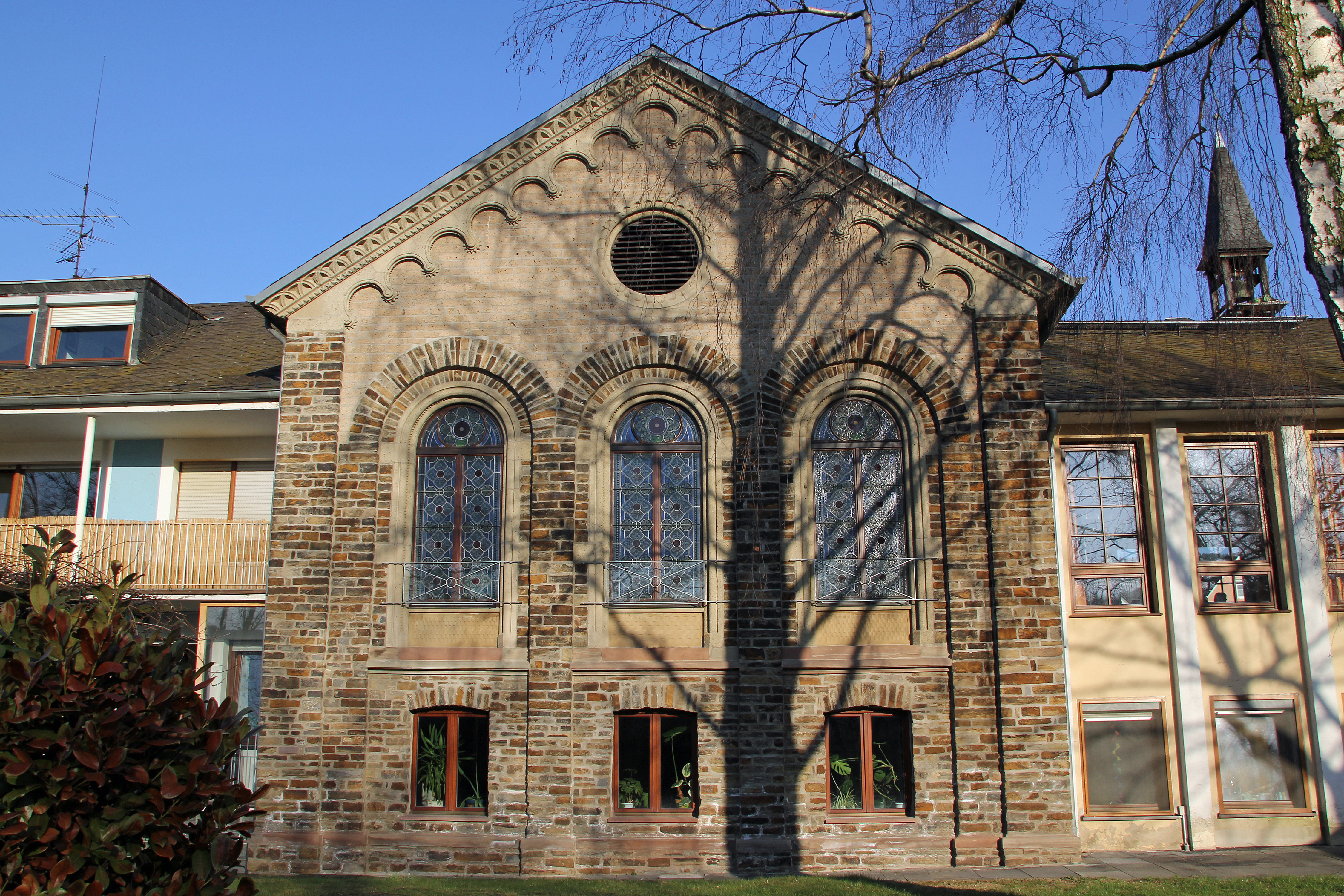
Lutherkapelle

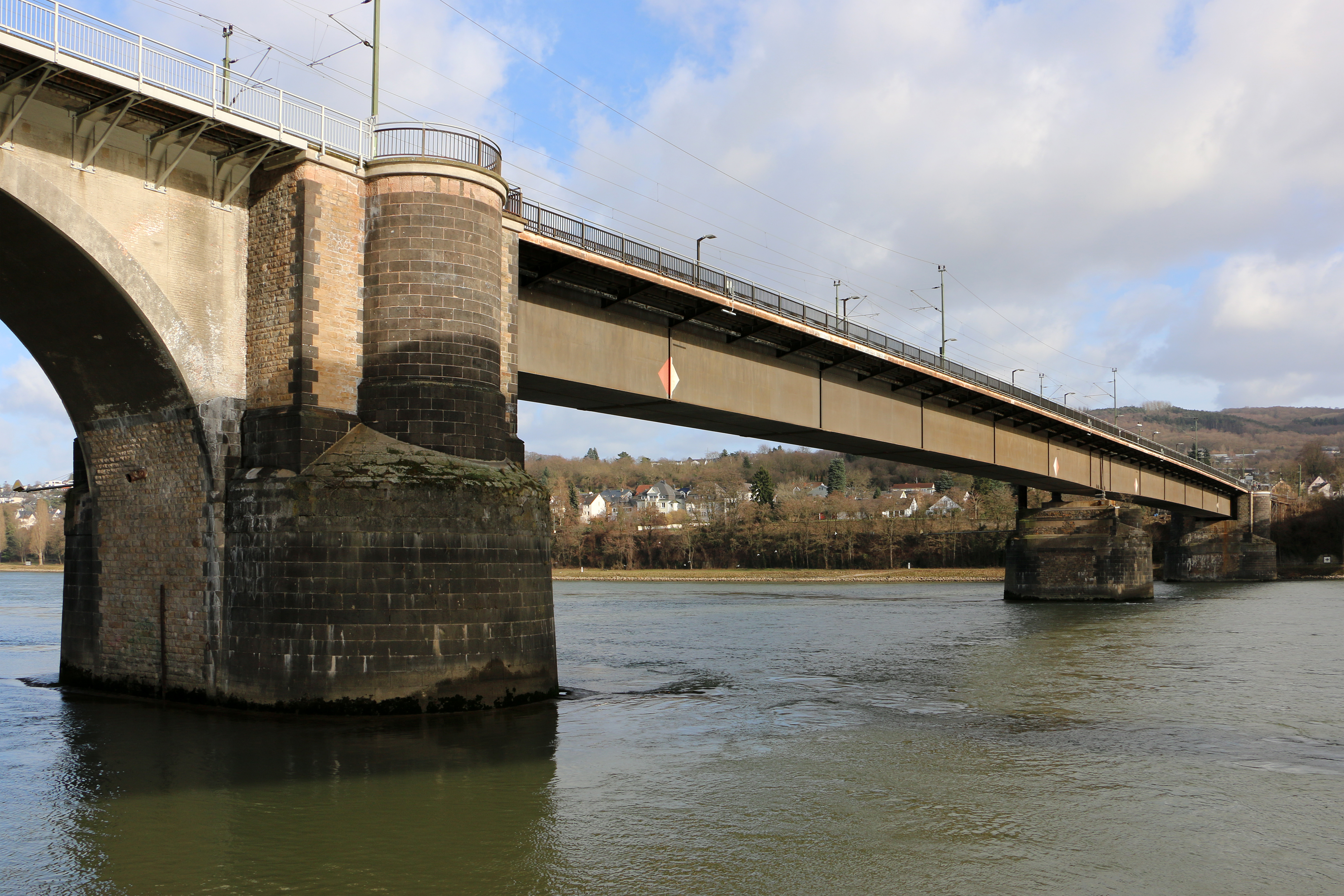
Horchheimer Eisenbahnbrücke

Gräberfunde auf der heute eigenständigen Horchheimer Höhe lassen auf eine keltische Besiedlung schließen. Im Norden des heutigen Horchheims wurden bei der Anlage einer Straße Gräberfelder aus der Zeit der Merowinger gefunden. Die erste urkundliche Erwähnung des Ortes war um 1200. Der Name Horchheim leitet sich wohl von seiner Lage am Wasser ab (althochdeutsch hor ‚Sumpf‘). Dabei wurde er 1189 Horegheym, 1204 Horcheim, 1294 Horicheim, 1319 Horicheym, 1430 Hoergheym und 1550 wieder Horcheim genannt.
In den Hängen nördlich des Dorfes wurde bis 1920 der Horchheimer Rotwein angebaut. Im Zusammenhang mit dem Weinanbau wurde 1191 erstmals der Altenberger Klosterhof aufgrund einer Weinschenkung durch den Abt von Altenberg erwähnt. Papst Innozenz III. bestätigte 1210 dem Kloster den Besitz eines Kelterhauses in Horchheim. Ende des 12. Jahrhunderts wurde auch eine erste Kirche errichtet, dessen Turm noch heute Teil der Pfarrkirche St. Maximin ist.
Seit dem Mittelalter sind viele Hofgüter in Horchheim belegt. So hatten bedeutende Stifte und Klöster aus Koblenz und Umgebung, wie beispielsweise der Kastorstift, die Karmeliter, die Jesuiten, die Kartäuser, die Benediktinerinnen und das Kloster Niederwerth, Besitzungen im Dorf. Vom Stift St. Florin ist bis heute der Präsenzhof, der 1408 erstmals erwähnt wurde, aber wesentlich älter ist, am südlichen Ortsausgang erhalten.
Seit dem 16. Jahrhundert teilten sich die Trierer Kurfürsten, die Ritter von Heddesdorf und die Ritter von Reiffenberg die Herrschaft über Horchheim. In der zweiten Hälfte des 18. Jahrhunderts übernahmen die Freiherren von Eyß den Anteil der Reiffenberger. Unter Freiherr Matthias von Eyß wurde 1761–1765 ein heute noch bestehendes Palais angelegt.
Der Berliner Bankier Joseph Mendelssohn (1770–1848) erwarb 1818 ein Palais und den ehemaligen Altenberger Hof. Hier ließ er einen Park anlegen und ein Garten- und Teehaus errichten. Das Palais diente als Treffpunkt für befreundete Künstler und Intellektuelle und wurde u. a. von Alexander von Humboldt aufgesucht. Im heutigen Mendelssohn-Park, dem ehemaligen Standort des Landsitzes der Familie Mendelssohns und eines zugehörigen Weingutes, befindet sich eine vom Koblenzer Künstler Josef Welling geschaffene Bronzeskulptur, die an Felix Mendelssohn Bartholdy und seine Aufenthalte im Hause seines Onkels in Horchheim erinnert. Das Garten- und Teehaus wurde 1922 zur evangelischen Lutherkapelle umgebaut.
In kurtrierischer Zeit gehörte Horchheim zum Amt Ehrenbreitstein und hatte 611 Einwohner im Jahr 1787. Mit Übernahme des Rheinlands durch Preußen kam es zur Bürgermeisterei Ehrenbreitstein im Landkreis Koblenz. Bis 1864 stieg die Einwohnerzahl auf 1294, im Jahr 1925 wurde die Marke von 3000 Einwohnern überschritten. Horchheim wurde am 1. Juli 1937 zusammen mit weiteren Orten der Umgebung in die Stadt Koblenz eingemeindet. Horchheim trug mit 772 ha den größten Teil zum Zuwachs der Stadt bei. Dazu gehörte auch der später neu geschaffene Stadtteil Horchheimer Höhe, der den gesamten ursprünglichen Horchheimer Wald beinhaltet und bis zur Stadtgrenze von Bad Ems (Denzer Heide) reicht.
Als Teil der rechten Rheinstrecke wurde Anfang der 1860er Jahre eine Eisenbahnstrecke zwischen Niederlahnstein und Koblenz gebaut. Sie führte zunächst über die Pfaffendorfer Brücke und trennte Horchheim vom Rhein. Im Zuge des Baus der sogenannten Kanonenbahn (Berlin-Metz) wurde 1879 die Horchheimer Eisenbahnbrücke in Betrieb genommen. Der Ort war nunmehr von drei Seiten von Eisenbahnschienen eingeschlossen. Um der Horchheimer Eisenbahnbrücke auch eine Abfahrt nach Norden Richtung Ehrenbreitstein zu geben, wurde 1901–1902 der 576 Meter lange Horchheimer Tunnel gebaut. Von 1936 bis 1938 wurde eine Reichsstraße (heute B 42) als Umgehungsstraße östlich des Ortes auf halber Höhe des Hangs angelegt. Sie trennt heute die Stadtteile Horchheim und Horchheimer Höhe.
Für die Wehrmacht wurde 1937 auf der Schmidtenhöhe (Horchheimer Wald) ein großes Areal enteignet, um den Soldaten der angrenzenden Kasernen einen Übungsplatz zu geben. Der Standortübungsplatz Koblenz-Schmidtenhöhe wird bis heute von der Bundeswehr genutzt. Auf einem Teil des Areals entstand in den 2000er Jahren ein Naturschutzgebiet, das durch das Konzept einer halboffenen Weidelandschaft mit Taurusrindern und Konikpferden beweidet wird, um eine zu starke Verbuschung zu verhindern. Dadurch soll der entsprechende Lebensraum für seltene Arten erhalten werden. Südlich angrenzend befindet sich das Naturschutzgebiet Tongrube auf Escherfeld.
Im Laufe der 1960er Jahre entstanden Überlegungen, landwirtschaftlich genutzte Flächen (vor allem Erdbeeranbau) in Baugebiete umzuwandeln. Damals bestand bei allen großen in Koblenz angesiedelten Behörden ein riesiger Bedarf an Wohnraum für die Mitarbeiter. So entstand schließlich ab 1964 ein neuer Stadtteil, die Horchheimer Höhe. Das letzte große Verkehrsprojekt mit einschneidender Bedeutung für Horchheim war der Bau der Südbrücke 1969–1975. Sie erhielt Anschlüsse nach Horchheim (Emser Straße) und ein Verkehrskreuz mit der B 42. Von hier wurde im November 1986 der Neubau eines Teilstücks der B 49 als Umgehungsstraße bis nach Bad Ems-Denzerheide freigegeben.

## Sehenswürdigkeiten
- Katholische Pfarrkirche St. Maximin
- Evangelische Lutherkapelle
- Eyßsches Haus (1765)
- Ehemaliger Präsenzhof des Stiftes St. Florin (1241)
- Mendelssohnpark

## Söhne und Töchter der Stadt
- Johann Joseph Rosenbaum (1798–1867), katholischer Theologe und Hochschullehrer am Bischöflichen Priesterseminar Trier
- Carl Mand (1811–1892), Klavierbauer
- Anton Leikert (1835–1896), Bauunternehmer und Mitglied des Provinziallandtages der Provinz Hessen-Nassau
- Jakob Beckenkamp (1855–1931), Mineraloge
- Anton Weber (1890–1969), Politiker (Zentrum, CDU)
- Rudi Felgenheier (1930–2005), Motorradrennfahrer
- Fredy Schäfer (1933–2017), Politiker

## Dokumente
- Bild von Horchheim aus J.F. Dielmann, A. Fay, J. Becker (Zeichner): F.C. Vogels Panorama des Rheins, Bilder des rechten und linken Rheinufers, Lithographische Anstalt F.C. Vogel, Frankfurt 1833
- Bild 2 von Horchheim, dito